# 市瀬文三郎
市瀬 文三郎（いちのせ ぶんざぶろう、1874年 - 没年不明）は、明治時代の実業家。
明治7年（1874年）11月に、3代目文三郎の長男として生まれる。家は澤村屋という呉服屋で、代々大物祝儀小袖の販売をしてきた。幼名を邦次郎といい、後に家督を相続して襲名した。
明治27年（1894年）、日清戦争において補充兵に召集され、東京湾要塞守備にあたる。明治37年（1904年）に日露戦争に際し、重砲兵旅団廠附として従軍し、功を立てて勲八等に叙され、一時金150円を与えられる。
除隊後、実弟・英三と家業を協力して、当時でも有数の呉服店に発展させた。